# Viercontinentenkampioenschap kunstschaatsen 2009

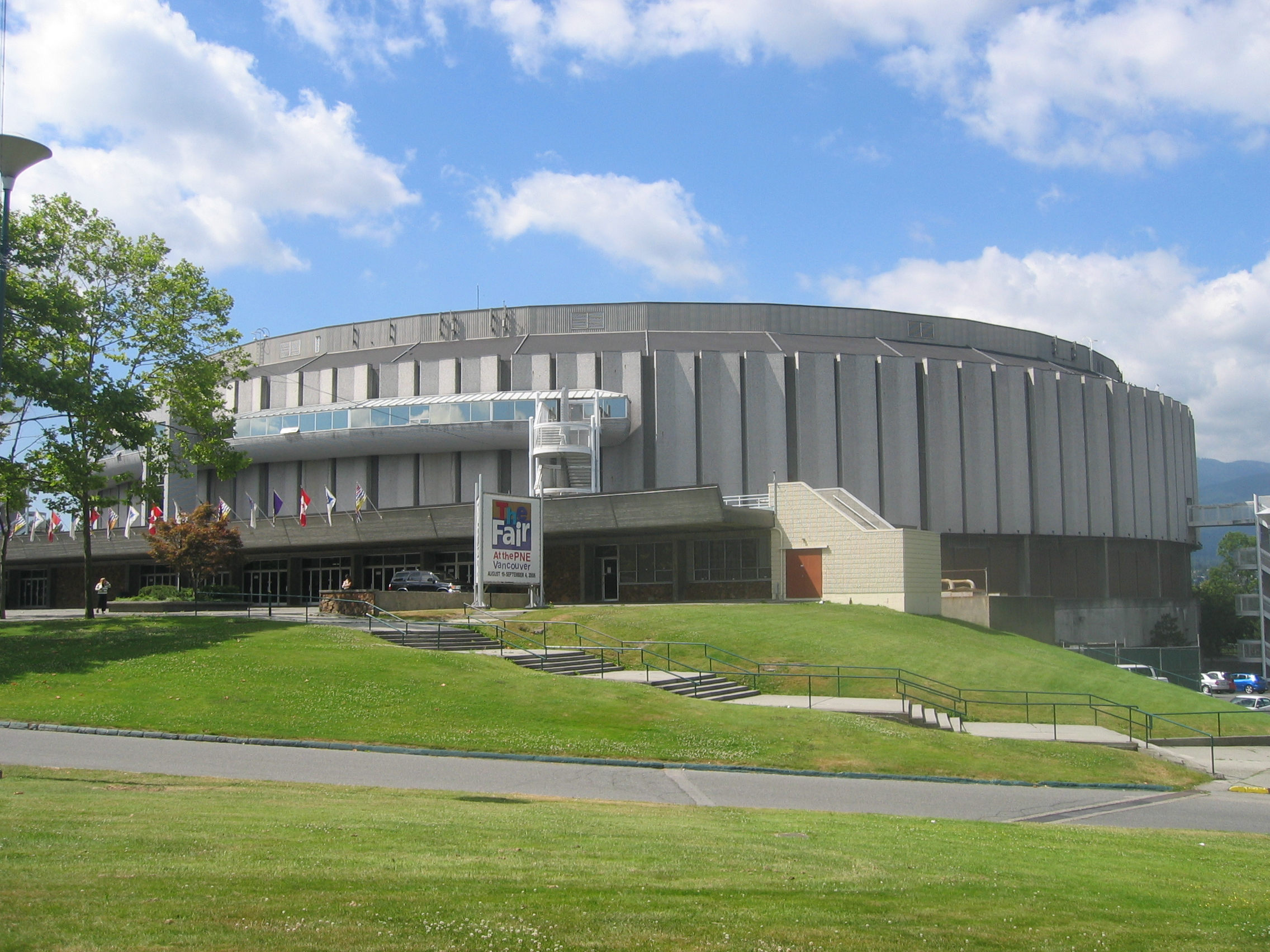
Het Pacific Coliseum

Het Viercontinentenkampioenschap is een jaarlijks terugkerend evenement in het kunstschaatsen dat georganiseerd wordt door de Internationale Schaatsunie (ISU) voor deelnemers uit landen buiten Europa, namelijk van de vier continenten Afrika, Azië, Amerika en Oceanië.
De editie van 2009 was het elfde "4CK" dat werd georganiseerd. Het vond plaats van 4 tot en met 7 februari in het Pacific Coliseum in Vancouver, in de provincie Brits-Columbia, Canada. Het was de derde keer dat deze kampioenschappen in Canada plaatsvonden, in 1999 vonden ze in Halifax (Nova Scotia) plaats en in 2004 in Hamilton (Ontario).
Het Pacific Coliseum was eveneens de locatie waar in 2010 het Olympisch kunstschaatsen plaatsvond.
Medailles waren er te verdienen in de traditionele onderdelen: mannen individueel, vrouwen individueel, paarrijden en ijsdansen.
| Programma | Programma           | Programma            | Programma          | Programma           | Programma         | Programma |
| --------- | ------------------- | -------------------- | ------------------ | ------------------- | ----------------- | --------- |
|           | woensdag 4 februari | donderdag 5 februari | vrijdag 6 februari | zaterdag 7 februari | zondag 8 februari |           |
| Paren     | korte kür           | lange kür            |                    |                     | Gala              |           |
| IJsdansen | verplichte kür      | originele kür        | lange kür          |                     | Gala              |           |
| Vrouwen   | korte kür           |                      | lange kür          |                     | Gala              |           |
| Mannen    |                     | korte kür            |                    | lange kür           | Gala              |           |

## Deelnemende landen
Alle 22 ISU-leden uit Afrika, Amerika, Azië en Oceanië hadden het recht om maximaal drie startplaatsen per onderdeel in te vullen. Deze regel is afwijkend ten opzichte van de overige ISU kampioenschappen, waarbij extra startplaatsen worden "verdiend" door de prestaties van de deelnemers in het voorgaande jaar.
Zestien landen schreven dit jaar deelnemers in voor dit toernooi. Zij vulden dit jaar het recordaantal van 83 startplaatsen in. India vaardigde dit jaar geen deelnemer af. Canada, China en de Verenigde Staten vulden de maximale mogelijkheid in van twaalf startplaatsen.
Uit Argentinië, Mongolië, Noord-Korea, Puerto Rico en Singapore hebben nog nooit deelnemers deelgenomen aan het Viercontinentenkampioenschap .
(Tussen haakjes het totaal aantal startplaatsen over de vier onderdelen.)
| Canada (12) China (12) Verenigde Staten (12) Australië (8) | Taiwan (7) Japan (6) Mexico (5) Zuid-Korea (4) | Brazilië (3) Filipijnen (3) Zuid-Afrika (3) Hongkong (2) | Kazachstan (2) Oezbekistan (2) Nieuw-Zeeland Thailand |

## Medailleverdeling
Bij de mannen werd debutant Patrick Chan de achtste man die de titel behaalde en de derde Canadees na Elvis Stojko (2000) en Jeffrey Buttle (2002, 2004). De Amerikaan Evan Lysacek op plaats twee veroverde zijn vijfde medaille, hij was kampioen in 2005 en 2007 en eindigde op de derde plaats in 2004 en 2008. De Japanner Takahiko Kozuka op plaats drie stond voor de eerste keer op het erepodium.
Bij de vrouwen werd de Zuid-Koreaanse en debutante Kim Yu-na de negende vrouw die de titel op haar naam schreef. Het was het eerste eremetaal voor Zuid-Korea bij de Viercontinentenkampioenschappen. In 2005 won ze het eerste eremetaal voor Zuid-Korea (ze werd tweede) bij de WK Kunstschaatsen junioren, in 2006 werd ze de eerste wereldkampioen uit Zuid-Korea in het kunstschaatsen door de junioren wereldtitel bij de meisjes te winnen. Op het WK van 2007 won ze de eerste Zuid-Koreaanse medaille bij de wereldkampioenschappen, hier behaalde ze de bronzen medaille, hetzelfde resultaat boekte ze op het WK van 2008. De Canadese Joannie Rochette op plaats twee behaalde haar derde medaille, in 2008 werd ze ook tweede en in 2007 werd ze derde. De kampioene van 2008, de Japanse Mao Asada, nam de derde positie in, het was haar tweede medaille.
Bij de paren behaalde het Chinese paar Pang Qing / Tong Jian na 2002, 2004 en 2008 voor de vierde keer de kampioenstitel. Het was hun zevende medaille, in 2003, 2005 en 2007 werden ze tweede. Het Canadese paar Jessica Dubé / Bryce Davison op plaats twee behaalden hun eerste medaille. Het Chinese paar Zhang Dan / Zhang Hao op plaats drie behaalden hun zesde medaille. In 2002 en werden ze ook derde, in 2003, 2004 en 2008 tweede en in 2005 kampioen.
Het paar Meryl Davis / Charlie White werd het zesde paar die de titel bij het ijsdansen wonnen en het derde Amerikaanse paar na Naomi Lang / Peter Tchernyshev (2000, 2002) en Tanith Belbin / Benjamin Agosto (2004-2006). Het was hun tweede medaille, in 2008 werden ze tweede. Op plaats twee namen de kampioenen van 2008, het Canadese paar Tessa Virtue / Scott Moir, voor de vierde keer plaats op het erepodium, in 2006 en 2007 werden ze derde. Het Amerikaanse paar Emily Samuelson / Evan Bates op plaats drie stond voor de eerste keer op het podium.
| Onderdeel | Goud                        | Zilver                       | Brons                        |
| --------- | --------------------------- | ---------------------------- | ---------------------------- |
| Mannen    | Patrick Chan                | Evan Lysacek                 | Takahiko Kozuka              |
| Vrouwen   | Kim Yu-na                   | Joannie Rochette             | Mao Asada                    |
| Paren     | Pang Qing / Tong Jian       | Jessica Dubé / Bryce Davison | Zhang Dan / Zhang Hao        |
| IJsdansen | Meryl Davis / Charlie White | Tessa Virtue / Scott Moir    | Emily Samuelson / Evan Bates |

## Uitslagen
| #                | naam (deelname)        | land                      | punten | korte kür | lange kür |
| ---------------- | ---------------------- | ------------------------- | ------ | --------- | --------- |
| Goud             | Patrick Chan           | Vlag van Canada           | 249.19 | 1         | 1         |
| Zilver           | Evan Lysacek (6)       | Vlag van Verenigde Staten | 237.15 | 2         | 2         |
| Brons            | Takahiko Kozuka (2)    | Vlag van Japan            | 221.76 | 3         | 4         |
| 4                | Nobunari Oda (2)       | Vlag van Japan            | 220.26 | 6         | 3         |
| 5                | Jeremy Abbott (3)      | Vlag van Verenigde Staten | 216.94 | 4         | 6         |
| 6                | Vaughn Chipeur (2)     | Vlag van Canada           | 212.81 | 7         | 5         |
| 7                | Jeremy Ten             | Vlag van Canada           | 207.27 | 9         | 7         |
| 8                | Brandon Mroz           | Vlag van Verenigde Staten | 196.78 | 5         | 9         |
| 9                | Denis Ten              | Vlag van Kazachstan       | 184.82 | 10        | 8         |
| 10               | Wu Jialiang (4)        | Vlag van China            | 182.92 | 8         | 11        |
| 11               | Li Chengjiang (7)      | Vlag van China            | 178.94 | 12        | 10        |
| 12               | Yasuharu Nanri (3)     | Vlag van Japan            | 157.91 | 11        | 13        |
| 13               | Gao Song (3)           | Vlag van China            | 155.45 | 13        | 14        |
| 14               | Abzal Rakimgaliev (2)  | Vlag van Kazachstan       | 152.67 | 14        | 12        |
| 15               | Mark Webster           | Vlag van Australië        | 123.08 | 17        | 15        |
| 16               | Kevin Alves (2)        | Vlag van Brazilië         | 121.97 | 16        | 16        |
| 17               | Luis Hernandez (4)     | Vlag van Mexico           | 118.70 | 15        | 18        |
| 18               | Robert McNamara (3)    | Vlag van Australië        | 116.47 | 18        | 17        |
| 19               | Kim Min-seok           | Vlag van Zuid-Korea       | 108.75 | 19        | 21        |
| 20               | Justin Pietersen (6)   | Vlag van Zuid-Afrika      | 106.26 | 22        | 19        |
| 21               | Nicholas Fernandez (3) | Vlag van Australië        | 105.54 | 21        | 20        |
| 22               | Charles Shou-San Pao   | Vlag van Taiwan           | 96.37  | 23        | 23        |
| 23               | Humberto Contreras (6) | Vlag van Mexico           | 96.10  | 20        | 24        |
| 24               | Wun-Chaing Shih        | Vlag van Taiwan           | 96.04  | 24        | 22        |
| Alleen korte kür |                        |                           |        |           |           |
| 25               | Matthieu Wilson (2)    | Vlag van Nieuw-Zeeland    | 31.15  | 25        |           |
| 26               | Sebra Yen              | Vlag van Taiwan           | 31.05  | 26        |           |

| #                | naam (deelname)             | land                      | punten | korte kür | lange kür |
| ---------------- | --------------------------- | ------------------------- | ------ | --------- | --------- |
| Goud             | Kim Yu-na                   | Vlag van Zuid-Korea       | 189.07 | 1         | 3         |
| Zilver           | Joannie Rochette (6)        | Vlag van Canada           | 183.91 | 2         | 2         |
| Brons            | Mao Asada (2)               | Vlag van Japan            | 176.52 | 6         | 1         |
| 4                | Caroline Zhang              | Vlag van Verenigde Staten | 171.22 | 5         | 4         |
| 5                | Cynthia Phaneuf (4)         | Vlag van Canada           | 169.41 | 3         | 5         |
| 6                | Fumie Suguri (8)            | Vlag van Japan            | 167.74 | 4         | 6         |
| 7                | Rachael Flatt               | Vlag van Verenigde Staten | 162.83 | 8         | 7         |
| 8                | Akiko Suzuki (2)            | Vlag van Japan            | 160.36 | 9         | 8         |
| 9                | Alissa Czisny (2)           | Vlag van Verenigde Staten | 159.81 | 7         | 9         |
| 10               | Amélie Lacoste (2)          | Vlag van Canada           | 146.18 | 10        | 10        |
| 11               | Liu Yan (7)                 | Vlag van China            | 139.50 | 12        | 11        |
| 12               | Anastasia Gimazetdinova (9) | Vlag van Oezbekistan      | 125.39 | 13        | 14        |
| 13               | Cheltzie Lee                | Vlag van Australië        | 123.88 | 15        | 13        |
| 14               | Kim Hyeon-jung              | Vlag van Zuid-Korea       | 121.64 | 17        | 12        |
| 15               | Xu Binshu (3)               | Vlag van China            | 121.00 | 11        | 16        |
| 16               | Kim Na-young (3)            | Vlag van Zuid-Korea       | 120.28 | 16        | 15        |
| 17               | Ana Cecilia Cantu (6)       | Vlag van Mexico           | 108.75 | 14        | 18        |
| 18               | Tina Wang (2)               | Vlag van Australië        | 108.02 | 18        | 17        |
| 19               | Chaochih Liu                | Vlag van Taiwan           | 97.51  | 19        | 19        |
| 20               | Tamami Ono (2)              | Vlag van Hongkong         | 91.89  | 24        | 20        |
| 21               | Michelle Cantu (5)          | Vlag van Mexico           | 90.08  | 20        | 22        |
| 22               | Loretta Hamui (2)           | Vlag van Mexico           | 87.64  | 23        | 21        |
| 23               | Wang Yueren (2)             | Vlag van China            | 85.04  | 21        | 23        |
| 24               | Gracielle Jeanne Tan (2)    | Vlag van Filipijnen       | 80.37  | 22        | 24        |
| Alleen korte kür |                             |                           |        |           |           |
| 25               | Crystal Kiang (2)           | Vlag van Taiwan           | 32.52  | 25        |           |
| 26               | Melinda Wang (2)            | Vlag van Taiwan           | 31.64  | 26        |           |
| 27               | Charissa Tansomboon (2)     | Vlag van Thailand         | 31.58  | 27        |           |
| 28               | Lejeanne Marais (2)         | Vlag van Zuid-Afrika      | 31.32  | 28        |           |
| 29               | Mary Grace Baldo            | Vlag van Filipijnen       | 29.18  | 29        |           |
| 30               | Jessica Kurzawski           | Vlag van Australië        | 28.94  | 30        |           |
| 31               | Elizabeth Stern             | Vlag van Filipijnen       | 27.58  | 31        |           |
| 32               | Abigail Pietersen (5)       | Vlag van Zuid-Afrika      | 27.32  | 32        |           |
| 33               | Alessia Baldo               | Vlag van Brazilië         | 26.36  | 33        |           |
| 34               | Stacy Perfetti (2)          | Vlag van Brazilië         | 24.44  | 34        |           |
| 35               | Kristine Y. Lee (3)         | Vlag van Hongkong         | 23.76  | 35        |           |

| #      | naam (deelname)                          | land                      | punten | korte kür | lange kür |
| ------ | ---------------------------------------- | ------------------------- | ------ | --------- | --------- |
| Goud   | Pang Qing (10) Tong Jian (10)            | Vlag van China            | 194.94 | 1         | 1         |
| Zilver | Jessica Dubé (2) Bryce Davison (2)       | Vlag van Canada           | 185.62 | 2         | 2         |
| Brons  | Zhang Dan (6) Zhang Hao (6)              | Vlag van China            | 174.98 | 3         | 3         |
| 4      | Meagan Duhamel Craig Buntin (3)          | Vlag van Canada           | 168.43 | 4         | 6         |
| 5      | Keauna McLaughlin Rockne Brubaker        | Vlag van Verenigde Staten | 164.01 | 7         | 5         |
| 6      | Caydee Denney Jeremy Barrett             | Vlag van Verenigde Staten | 161.69 | 8         | 6         |
| 7      | Rena Inoue (7) John Baldwin jr. (7)      | Vlag van Verenigde Staten | 157.38 | 5         | 7         |
| 8      | Mylene Brodeur (2) John Mattatall (2)    | Vlag van Canada           | 149.85 | 6         | 8         |
| 9      | Dong Huibo Wu Yiming                     | Vlag van China            | 143.33 | 9         | 9         |
| 10     | Amanda Sunyoto-Yang Daryll Sulindro-Yang | Vlag van Taiwan           | 126.73 | 10        | 10        |
| 11     | Marina Aganina (8) Dmitri Zobnin (2)     | Vlag van Oezbekistan      | 102.52 | 11        | 11        |

| #      | naam (deelname)                           | land                      | punten | verpl. kür | org. kür | vrije kür |
| ------ | ----------------------------------------- | ------------------------- | ------ | ---------- | -------- | --------- |
| Goud   | Meryl Davis (3) Charlie White (3)         | Vlag van Verenigde Staten | 192.39 | 2          | 2        | 1         |
| Zilver | Tessa Virtue (4) Scott Moir (4)           | Vlag van Canada           | 191.81 | 1          | 1        | 2         |
| Brons  | Emily Samuelson Evan Bates                | Vlag van Verenigde Staten | 180.79 | 4          | 3        | 3         |
| 4      | Vanessa Crone Paul Poirier                | Vlag van Canada           | 176.82 | 3          | 4        | 4         |
| 5      | Kaitlyn Weaver (2) Andrew Poje (2)        | Vlag van Canada           | 168.76 | 5          | 5        | 5         |
| 6      | Kimberly Navarro (3) Brent Bommentre (3)  | Vlag van Verenigde Staten | 151.82 | 6          | 6        | 6         |
| 7      | Huang Xintong (4) Zheng Xun (4)           | Vlag van China            | 142.30 | 7          | 7        | 8         |
| 8      | Yu Xiaoyang (7) Wang Chen (7)             | Vlag van China            | 137.90 | 8          | 8        | 7         |
| 9      | Wang Jiayue (2) Gao Changbo (4)           | Vlag van China            | 132.53 | 9          | 9        | 9         |
| 10     | Danielle O'Brien (2) Gregory Merriman (2) | Vlag van Australië        | 112.93 | 10         | 10       | 10        |
| 11     | Maria Borounov (4) Evgeni Borounov (4)    | Vlag van Australië        | 101.35 | 11         | 11       | 11        |

1999 · 
2000 · 
2001 · 
2002 · 
2003 · 
2004 · 
2005 · 
2006 ·
2007 ·
2008 ·
2009 ·
2010 ·
2011 ·
2012 ·
2013 ·
2014 ·
2015 ·
2016 ·
2017 ·
2018 ·
2019 ·
2020 ·
2021 ·
2022
EK kunstschaatsen ·
WK kunstschaatsen ·
WK kunstschaatsen junioren ·
Olympische Spelen